# Platinum Weird
Platinum Weird er en musikgruppe dannet i 2004, bestående af Dave Stewart (fra Eurythmics) og Kara DioGuardi fra American Idol.
Gruppen var formål for en mockumentary, som hævdede at gruppen var fra 1974.

## Diskografi
- Make Believe ('74 recordings) (2006) 

- Platinum Weird (TBA) 